# Harry Nelson
Harry Nelson (eigentlich Harold P. Nelson; * 27. Dezember 1934) ist ein ehemaliger kanadischer Sprinter.
Bei den British Empire and Commonwealth Games 1954 in Vancouver wurde er Fünfter über 100 Yards, Vierter über 220 Yards und siegte mit der kanadischen 4-mal-110-Yards-Stafette.

## Persönliche Bestzeiten
- 100 Yards: 9,6 s, 9. April 1954, Long Beach
- 220 Yards (gerade): 20,8 s, 29. April 1955, Los Angeles (entspricht 21,2 s über 200 m)